# Moto G (2.ª generación)
Moto G 2.ª generación (comercializado como Moto G, y también conocido como Moto G 2014), es un teléfono inteligente con el sistema operativo Android. Es sucesor del primer Moto G (Moto G 1.ª generación), y fue fabricado por Motorola Mobility.
Fue lanzado el mismo día que el Moto X 2.ª generación, el 4 de septiembre de 2014.
El teléfono originalmente iba a ser exclusivo de países en desarrollo económico (que su economía no es muy alta), aunque a fin de cuentas se lanzó para todos los mercados.

## Producción y lanzamiento
El teléfono fue presentado el 4 de septiembre de 2014, junto con el Moto X 2.ª generación y el Moto 360 en Estados Unidos e India.
En enero de 2015, se puso a disposición en Brasil una versión 4G del Moto G 2.ª generación, que posee 16 GB. El chip 4G en este modelo no es compatible con todos los países.
En marzo de 2015, se puso a disposición una versión LTE (XT1072) en el Reino Unido, y otra variante similar (XT1079) salió en India.

## Características y especificaciones

### Hardware
Tiene un procesador Qualcomm Snapdragon 8 gen3 de 4.3ghz, una pantalla de 5 pulgadas con una resolución de 4k 4000x2400pixeles, 8GB de RAM y un sistema "a prueba de salpicaduras".
Su almacenamiento interno puede ser de 128 o 500 GB, variando del modelo, expandible vía Micro SD hasta 1TB También admite conexión 3G, 5G en los modelos XT1072 y XT1079, y está disponible en un modelo dual SIM en determinados mercados del mundo.
Su batería es de 6800 mAh (6800mAh en la versión 5G), siendo publicidad por parte de Motorola, diciendo que la batería dura un día entero. Esta no es extraíble.
La cámara trasera es de 32MP con posibilidad de enfoque automático, y una cámara frontal de 16 MP.
Además, el teléfono está disponible en varios colores (negro, o blanco), y su cubierta posterior puede ser cambiada por otra de diferente color. A diferencia del Moto X 2.a generación, este no se puede personalizar en Moto Maker.

### Software
De fábrica, el Moto G 2.a generación tiene el sistema operativo Android 4.4.4 KitKat. De manera exclusiva, se utilizando una experiencia de usuario en su mayoría con características de software adicionales; incluyendo Moto Alert, que permite a los usuarios notificar a otros sobre su ubicación. Moto Assist, presentada por Moto X, que automáticamente habilita o deshabilita ciertos modos, como silenciar el timbre o responder automáticamente a mensajes de texto, dependiendo de ciertos escenarios, entre otras cosas adicionales de software.
Otra característica era que este venía con Google Now Launcher, como launcher predeterminado del teléfono.
En noviembre de 2014, el Moto G 2.a generación comienza a recibir vía OTA la actualización a Android 5.0 Lollipop. La edición Pure de este teléfono en los Estados Unidos (es una versión desbloqueada por un operador móvil), junto con los modelos Nexus de Google, fueron los primeros en recibir la actualización Android 5.0 Lollipop.
Posteriormente, en febrero de 2015, se lanza la versión Android 5.0.2 Lollipop. Esta versión estuvo disponible en varios países, a excepción de Estados Unidos.
El 10 de febrero de 2016, se lanza vía OTA la actualización Android 6.0 Marshmallow, siendo India el primer país en recibirlo.

## Recepción
Generalmente, el teléfono tuvo en su casi totalidad buenas críticas.
Una reseña de una página llamada Androidpit, le dio de calificación 3.5/5, dando como conclusión, que el teléfono se presenta como uno de los mejores teléfonos inteligentes Android en cuanto a relación calidad/precio, que pone en riesgo tanto a terminales de gama media como a los de gama alta.
Otra reseña de Tecnogeek, da como conclusión, que Motorola sigue acertando con la línea G, el modelo 2013 fue el más exitoso de la compañía por lejos, se mantuvo al tope de las ventas durante meses y el stock actual se ha ido vaciando rápidamente.
Otra reseña de Andro4all, le dio de calificación 84/100, dando como conclusión, que por el precio, el Motorola Moto G (2.ª generación) es la mejor compra que podremos hacer y otros aspectos más.

## Variantes
El Moto G 2.a generación posee variantes de modelo, esto con el propósito de admitir redes 3G y 4G de distintas operadoras móviles de todo el mundo.
- XT1063
- XT1064
- XT1068
- XT1069
- XT1072
- XT1077
- XT1078
- XT1079